# Arnold Dohmen
Arnold Dohmen (* 2. August 1906 in Duisburg; † 6. März 1980 in Lage) war ein deutscher Internist, Bakteriologe und Stabsarzt der Heeressanitätsinspektion, der im KZ Sachsenhausen Hepatitis-Versuche an jüdischen Kindern vornahm.

## Leben
Dohmen absolvierte nach dem Abschluss seiner Schullaufbahn ein Studium der Medizin und promovierte mit der im Jahr 1933 erschienenen Dissertation Untersuchungen über das Bordet-Gengousche Bakterium an der Universität Rostock zum Dr. med.
Dohmen war SA-Führer, er beantragte am 24. August 1937 die Aufnahme in die NSDAP und wurde rückwirkend zum 1. Mai desselben Jahres aufgenommen (Mitgliedsnummer 4.606.866).
Zunächst war Dohmen am Universitäts-Krankenhaus Hamburg-Eppendorf beschäftigt, bevor er im Jahr 1939 zur Wehrmacht eingezogen wurde. Seine Habilitation erfolgte 1941 an der Universität Hamburg mit der Schrift Über die Formen der Reststickstoffsteigerung im Verlauf der Weilschen Krankheit, zugleich ein Beitrag zur Klinik des hepatorenalen Syndroms.
Dohmen wurde im Jahr 1942 an die Militärärztliche Akademie zur Abteilung „Beratender Internist“ von Kurt Gutzeit nach Berlin versetzt. In Ermangelung von geeigneten Laboren in der Militärärztlichen Akademie, nahm er seine Hepatitis-Tierversuche am Robert Koch-Institut vor. Er infizierte Hühnerembryonen und Mäuse mit infektösem Material, das sein Kollege Hans Voegt durch Leberpunktionen an Hepatitiskranken gewonnen hatte. Im Frühjahr 1943 war sich Dohmen sicher, die Hepatitis-Virusinfektion auf seine Mäuse übertragen zu haben. Er wandte sich an den Bevollmächtigten für das Gesundheitswesen Karl Brandt mit der Bitte, dieses Material vom Tier auf den Menschen übertragen zu dürfen. Anfang Juni 1943 trug Dohmen sein Begehren auch dem Reichsarzt SS Ernst-Robert Grawitz vor, der bei dem Reichsführer SS Heinrich Himmler die Genehmigung erwirkte, dass Dohmen, obwohl er nicht SS-Mitglied war, acht zum Tode verurteilte polnische KZ-Häftlinge zur Untersuchung der Ursachen für übertragbare Hepatitis bekommen sollte. Dohmen hielt sich Ende Juni 1943 für vier Tage im KZ Auschwitz auf und selektierte für seine Hepatitisexperimente elf jüdische Minderjährige und Heranwachsende zwischen neun und 19 Jahren.
Nach der Zerstörung des Robert Koch-Instituts durch einen alliierten Luftangriff im November 1943 verlagerte Dohmen seinen Dienstsitz zum Tierhygienischen Institut der Universität Gießen. Anfang Juni 1944 knüpfte Dohmen im Rahmen einer Hepatitistagung an der Universität Breslau Kontakte zu dem Hepatitisforscher Eugen Haagen.
Dohmen schien von seinem Vorhaben, an KZ-Häftlingen pseudomedizinische Experimente vorzunehmen, laut Gutzeit zunächst wieder Abstand genommen zu haben:

„In Gießen habe ich Dohmen wieder einmal – ich weiß nicht zum wievielten Male – aus seiner tierexperimentellen Lethargie aufzurütteln versucht, damit wir endlich zur letzten Klärung kommen. Komisch, wie schwer der Schritt vom Tier zum Menschen ist, aber schließlich und endlich ist der letztere ja doch die Hauptsache.“

Im September 1944 begann Dohmen im KZ Sachsenhausen, in das seine Versuchsopfer überstellt worden waren, mit den Hepatitisexperimenten. Seinen Opfern injizierte er Virenkulturen in den Darmtrakt. Zur Prüfung des Ergebnisses nahm er an zwei seiner Opfern auch schmerzhafte Leberpunktionen vor. Ziel dieser Versuche sollte der Nachweis des Hepatitiserregers sowie die Entwicklung eines wirksamen Impfstoffes sein. Die „Elf von Auschwitz“ konnten gegen Kriegsende nur durch die Intervention von norwegischen Häftlingspflegern bei dem Lagerarzt Heinz Baumkötter überleben, da sie zur Tarnung angaben, dass die jüdischen Kinder und Jugendlichen möglicherweise noch für weitere medizinische Experimente gebraucht werden könnten. Die jüdischen Kinder wurden am 21. April 1945 im Rahmen der Evakuierung des KZ Sachsenhausen auf einen Todesmarsch geschickt; Anfang Mai 1945 wurden sie durch Angehörige der britischen Armee bei Lübeck befreit.
Dohmen praktizierte nach Kriegsende als niedergelassener Internist im Kreis Detmold. Am 27. Februar 1975 wurde ein gegen ihn eingeleitetes Ermittlungsverfahren eingestellt. Dohmen bestritt zuvor, an der Selektion der Kinder beteiligt gewesen zu sein und gab an, nur Scheinversuche durchgeführt zu haben. Diese Version hielt die zuständige Staatsanwaltschaft für nicht widerlegbar.
Das Schicksal der Kinder wurde in dem Dokumentarfilm Jedesmal mußte ein Wunder sein – Die Kinder von Sachsenhausen verarbeitet.